# Učení vzestoupených mistrů

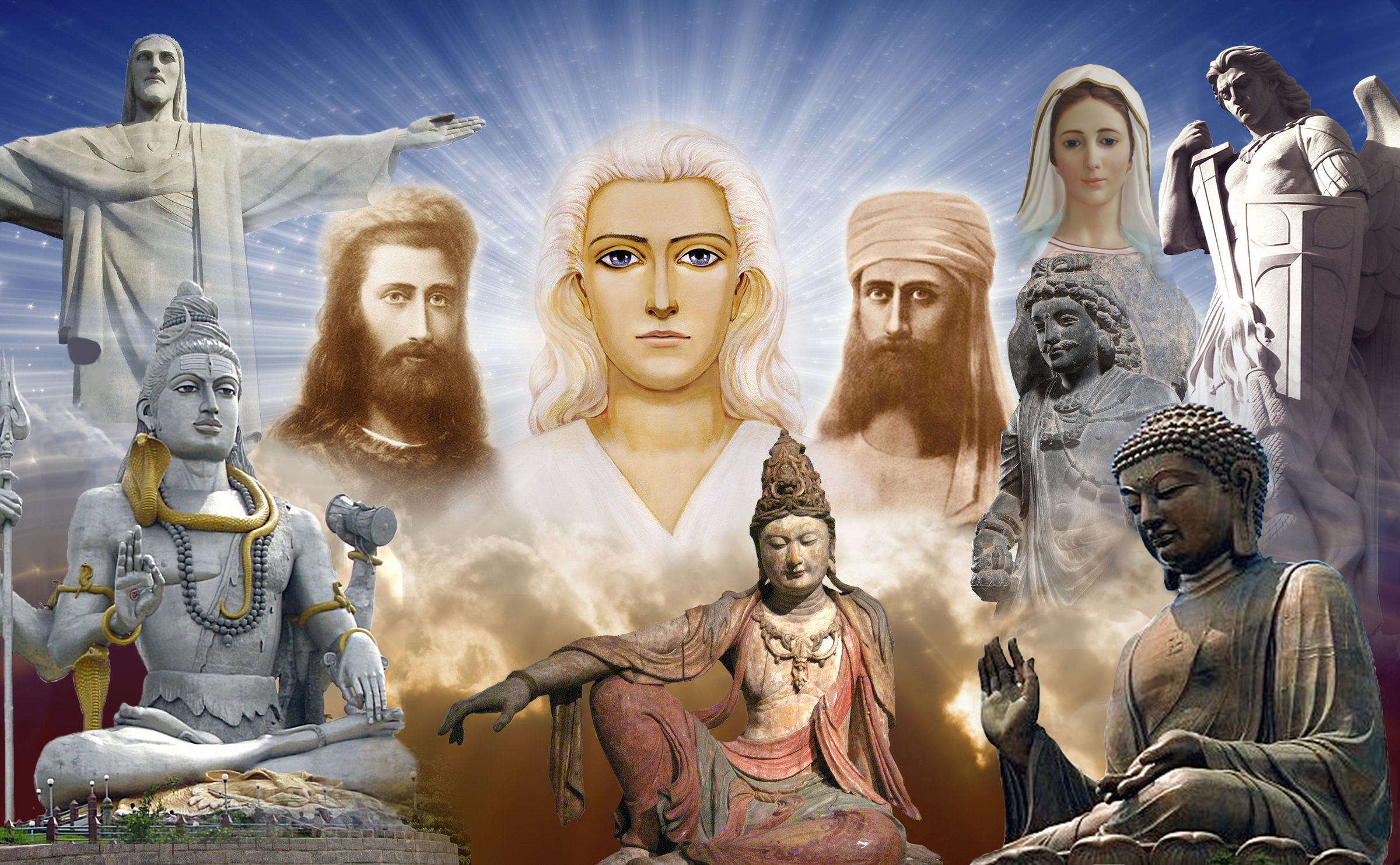

Učení vzestoupených mistrů (anglicky Ascended Master Teachings; také Učení mistrů moudrosti) je duchovní učení, jehož základem jsou texty deklarované jako poselství vzestoupených mistrů (mistrů moudrosti, nanebevzatí mistři). Jsou v Učení nazýváni duchovními učiteli lidstva všech dob, kteří jednají ze svého vzneseného stavu. Nejznámějšími osobnostmi, které vydávaly poselství jménem vzestoupených mistrů, jsou G. Ballard, D. Innesent, M. Prophet a E. Prophet, T. Mikušina. Duchovní organizace jsou jimi tvořeny (Hnutí JÁ JSEM, Most svobody, Vrcholový maják, Сírkev vesmírná a triumfální) podle moderní klasifikace odkazují na nejnovější duchovní hnutí.

## Název
Pojem "vzestoupený mistr" (Ascended Master) poprvé použil použito Bairdem Thomasem Spaldingem v roce 1924 ve své sérii knih "Život a učení mistrů Dálného Východu". Ustanovení vzestoupených mistrů se stalo centrálním bodem činnosti Guye Ballarda (1930-1939) a bylo jím široce rozšířeno. Samotný koncept "vzestoupených mistrů", i když s poněkud odlišným názvem "učitelé moudrosti", pochází z teosofické tradice.
Podle tohoto konceptu "vzestoupené mistři" jsou duchovně vyspělými jedinci, kteří byli dříve vtěleni do pozemských těles, ale již se nepodílejí na cyklech reinkarnace, to znamená, že dosáhli vzestupu. Ze svého vzneseného stavu nyní kolektivně koordinují a podporují duchovní rozvoji lidstva.
Termín "mistři" je založen na "poloze o 7 paprscích". Podle něj existuje 7 základních vlastností Absolutu, kterými se vyjadřuje ve světě formy (síla, moudrost, láska atd.), které jsou symbolizovány 7 paprsky světelného spektra (od růžového po fialový). Ten, kdo dokonale zvládl alespoň jednu z těchto 7 božských vlastností, se stává "pánem" či "vládcem" (také se vyskytuje název "mistr").

## Historie

### Předpoklady vzniku
Duchovní organizace patřící do Učení vzestoupených mistrů jsou výzkumníky klasifikovány jako pocházejici z teosofické tradice. V souladu s tím byly předpoklady vzniku Učení položeny ještě prostřednictvím činnosti Heleny Petrovny Blavatské. V roce 1875 Blavatská založila Teosofickou společnost. Na konci 80. let 20. století napsala a vydala hlavní dílo – "Tajnou doktrínu". Předpokládá se, že jejími skutečnými autory byli Moria, Kut Humi a Djwal Khul, kteří telepaticky nadiktovali Blavatské "Tajnou doktrínu".

### Guy Ballard

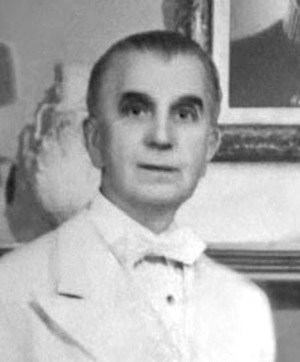

K vytvoření Učení došlo kvůli aktivitám Guye Ballarda. V srpnu roku 1930 Ballard šplhal na kalifornskou horu Shasta. Podle samotného G. Ballarda se tam setkal s cizincem, který se jmenoval Saint-Germain a oznámil, že si vybral  Ballarda jako ztělesněného člověka schopného získat a předat lidstvu "Zákony života ". Manželé Ballardovy za svůj život nashromáždili asi tři tisíce poselství, o kterých tvrdili, že pocházejí od Vzestoupených Mistrů. Založili „Saint-Germain Press“, aby mohli vydávat své knihy. Mezi nejznámější patří „Odhalená místa“ (1934) či JÁ JSEM – vzývání a ujištění (1936). Kniha „Magická přítomnost“ vyšla v roce 1935 a podobně jako ostatní líčí zkušenosti a zážitky se setkání se hrabětem Saint-Germain. G. Ballard zahájil aktivní činnost v USA, která vyvrcholila krátce před jeho náhlou smrtí v roce 1939.

### Geraldine Innesent
Geraldine Innesent byla členkou hnutí "JÁ Jsem". V roce 1944, několik let po smrti G. Ballarda, začala tvrdit, že ji kontaktoval vzestoupený mistr El Moria a začal ji připravovat jako posla.  V roce 1951 začala D. Innesent publikovat Poselství jménem vzestoupenych mistrů, kteří našli určitou odezvu u stoupenců hnutí "JÁ Jsem", ale její činnost nebyla schválena vůdkyní hnutí, Ednou Ballardovou. V polovině 50. let Innesent založila vlastní duchovní organizaci “Most Svobody” (Bridge to Freedom), která pokračovala ve své činnosti i po její smrti v roce 1961.

### Mark Prophet a Elizabeth Claire Prophet

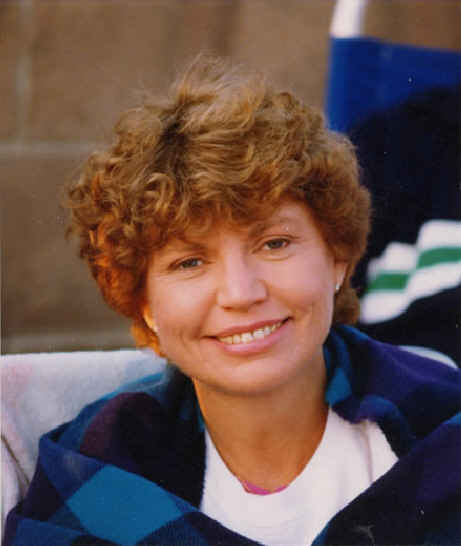

Mark Prophet byl další, kdo začal přijímat a publikovat Poselství od Vzestoupenych Mistrů. V roce 1958 založil duchovní organizaci „Summit Lighthouse“ (Vrcholový Maják). V roce 1964 jeho manželka Elizabeth Prophet začala dostávat Poselství od vzestoupenych mistrů. Po smrti Marka Propheta v roce 1973 pokračovala v činnosti organizace tím, že jí dala nový název "Církev vesmírná a triumfální". Během svého vedení Elizabeth rozvíjí aktivní činnost: absolvuje velké turné s přednáškami po celých Spojených státech, zakládá vzdělávací centra, účastní se celostátních televizních programů, vydává knihy. V roce 1999 Elizabeth kvůli alzheimerově chorobě ukončila aktivní činnost.

### Taťjana Mikušina

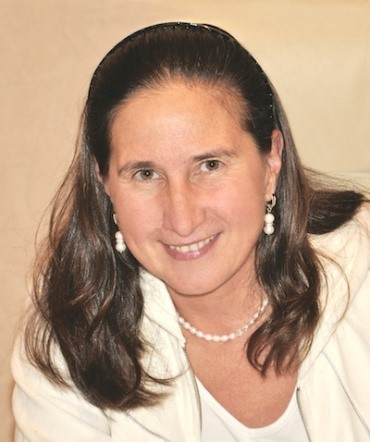

T. Mikušina v roce 2001 založila duchovní osvětové centrum “Sirius”, a v roce 2005 začala zveřejňovat Poselství od vzestoupených mistrů. Poselství  byla publikována v cyklech (ve skupinách po několika desítkách) během období letního a zimního slunovratu. V roce 2008 bylo vybudováno  školicí středisko u Omsku jako základ pro budoucí osídlení. Prioritním cílem je vytvoření „Komunity Ducha Svatého“, jako vzoru pro podobné osady po celé zeměkouli. V letech 2005 až 2023 bylo vydáno kolem 70 knih. Hlavní díla jsou přeložena do dvou desítek jazyků. V roce 2014 byla založena mezinárodní společenská organizace "Za Mravnost" (rusky "За Нравственность").